# Estación de Iéna
La estación de Iéna (en español: Jena) es una estación del metro de París situada en el XVI Distrito, al oeste de la capital. Pertenece a la línea 9. 

## Historia
La estación debe su nombre a la batalla de Jena (1806) y fue inaugurada el 27 de mayo de 1923.

## Descripción
Se compone de dos vías y de dos andenes laterales de 75 metros de longitud. 
Está diseñada en bóveda elíptica revestida completamente de los clásicos azulejos blancos biselados del metro parisino, con la única excepción del zócalo que es de color marrón.Los paneles publicitarios emplean un fino marco dorado con adornos en la parte superior. 
Su iluminación emplea el modelo vagues (olas) con estructuras casi adheridas a la bóveda que sobrevuelan ambos andenes proyectando la luz en varias direcciones. 
La señalización por su parte usa la tipografía CMP donde el nombre de la estación aparece sobre un fondo de azulejos azules en letras blancas.
Por último, los escasos asientos de la estación son rojos, individualizados y de tipo Motte.